# 三栄メンテナンス
三栄メンテナンス株式会社（さんえいメンテナンス）は、千葉県山武郡芝山町の企業。

## 概要
新東京国際空港（現・成田国際空港）に建設用地を提供した、芝山町の農家7人によって設立された。
「顧客企業の繁栄」「会社事業の繁栄」「地域社会の繁栄」の3つの繁栄をめざすとしている。
現在では、成田空港のほか、千葉県各所のホテル・病院・ビルなどの清掃業務を担っている。「空港が地域の発展につながることを実感できる場所を作りたい」として温泉施設の建設に乗り出し、2019年に「成田空港温泉 空の湯」を開業した。

## 成田空港温泉 空の湯
地元住民に憩いの場を提供するだけでなく、空港に近接した立地を生かし空港従業員の憩いの場、乗り継ぎ客や早朝便利用者などへの仮眠場所の提供、さらに地元観光の拠点の提供を目指して整備された。
3階の源泉かけ流し露天風呂では、空港を発着する航空機を眺めることができ、フライトレーダーを映した大画面で情報を確認することができる。
露天風呂・寝ころび湯・つぼ湯・サウナ・岩盤浴などのほか、カプセルホテル風キャビンや仮眠室・レストラン・マッサージ・フィットネスジムなどを備える。
芝山町と災害協定を締結しており、災害発生時には同施設を一時避難所や避難者対応の拠点として使われる。